# Loxoprofeno
Loxoprofeno (DCI) é um anti-inflamatório não esteroidal (AINE) derivado do ácido propiônico, do mesmo grupo do ibuprofeno e naproxeno. Possui potente ação analgésica periférica, anti-inflamatória e antitérmica. É vendido em diversos países para ser administrado por via oral, sendo no mercado brasileiro conhecido como Loxonin (Sankyo).
Um composto transdérmico foi aprovado para venda no Japão em janeiro de 2006.

## Mecanismo de ação
Como a maioria das drogas anti-inflamatórias não esteroidais, o loxoprofeno possui uma ação inibidora não seletiva da cicloxigenase, reduzindo a síntese de prostaglandinas e tromboxanos a partir do ácido araquidônico pela via metabólica conhecida como cascata do ácido araquidónico.